# Bengtsfors kyrka
Bengtsfors kyrka är en kyrkobyggnad som tillhör Ärtemarks församling i Karlstads stift. Kyrkan ligger på en udde vid sjön Lelången i centralorten i Bengtsfors kommun.

## Kyrkobyggnaden
Träkyrkan, som är högt belägen, uppfördes 1926 efter ritningar av byggnadsingenjör Simon Svensson och invigdes samma år av biskop Johan Alfred Eklund. En större renovering och ombyggnad genomfördes 1957 efter ritningar av arkitekt Verner Johansson. Vapenhuset tillkom då och sakristian byggdes ut. Byggnaden har vita väggar och rött, valmat tegeltak. Entrén med förhall ligger mot väster. Interiör med mittgång och fasta bänkkvarter och ett altare mot östväggen.
Klockstapeln med svängd, kopparklädd tornhuv uppfördes 1933.

## Inventarier
- Predikstolen är samtida med kyrkan. Vid renoveringen 1957 försågs korgens utsida med träskulpturer föreställande Jesus och de fyra evangelisterna.
- Dopfunten av trä med dopskål av mässing är en gåva av Bengtsfors kyrkobrödrakår.
- Altartavlan är en oljemålning utförd 1957 av konstnären Fredrik Henkelmann från Stockholm. Tavlans motiv skildrar Jesu ord i bergspredikan: "Ni är världens ljus. Inte kan väl en stad döljas som ligger uppe på ett berg". (Matteus 5:14)

### Orgel
- Orgeln på läktaren i söder tillverkades 1948 av John Grönvall Orgelbyggeri, Lilla Edet. Den är pneumatisk med kägellådor. Den har stum fasad och har renoverats och omdisponerats både 1972 och 1985 av Gunnar Carlsson, Borlänge. Instrumentet har tolv stämmor fördelade på två manualer och pedal.[1] Den har en fri och två fasta kombinationer. Det finns en tremulant för hela orgeln. Tonomfånget är på 56/30.

| Huvudverk I     | Svällverk II      | Pedal         | Koppel   |
| Principal 8'    | Spetsgamba 8'     | Subbas 16´    | I/P      |
| Gedackt 8'      | Täckflöjt 4'      | Kvintadena 4' | II/P     |
| Oktava 4'       | Principal 2'      |               | II/I     |
| Waldflöjt 2'    | Ters 1 3/5'       |               | I 4'/I   |
| Mixtur 3-4 chor | Kvinta 1 1/3'     |               | II 16'/I |
|                 | Crescendosvällare |               | II 4'/I  |

#### Kororgel
Kororgeln byggdes 1972 av Gunnar Carlsson, Borlänge och är en mekanisk orgel.
| Manual E-g2   |
| Trägedackt 8' |
| Gedackt 4'    |
| Blockflöjt 2' |
| Principal 1'  |

## Bilder

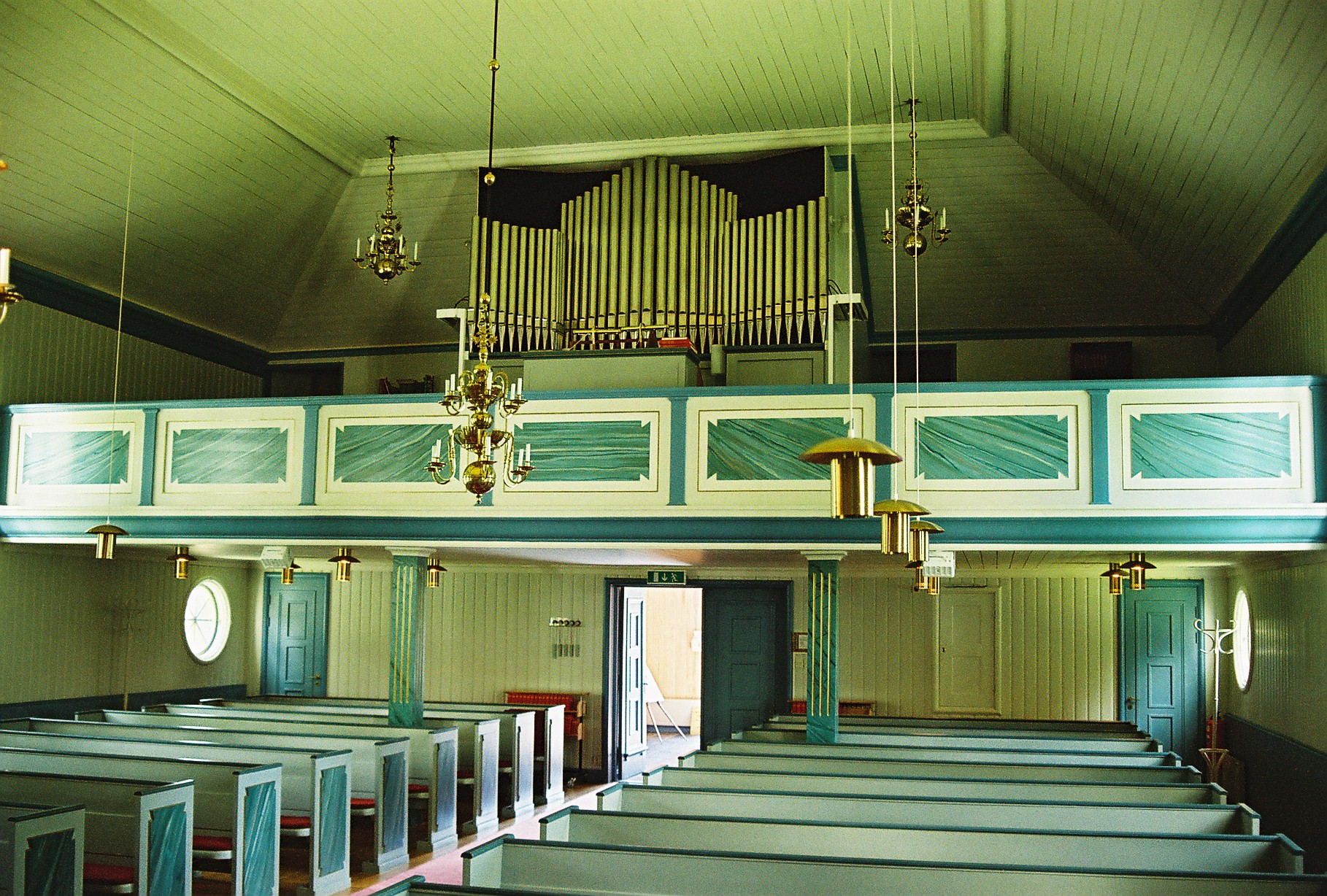
Kyrkorum mot orgelläktare
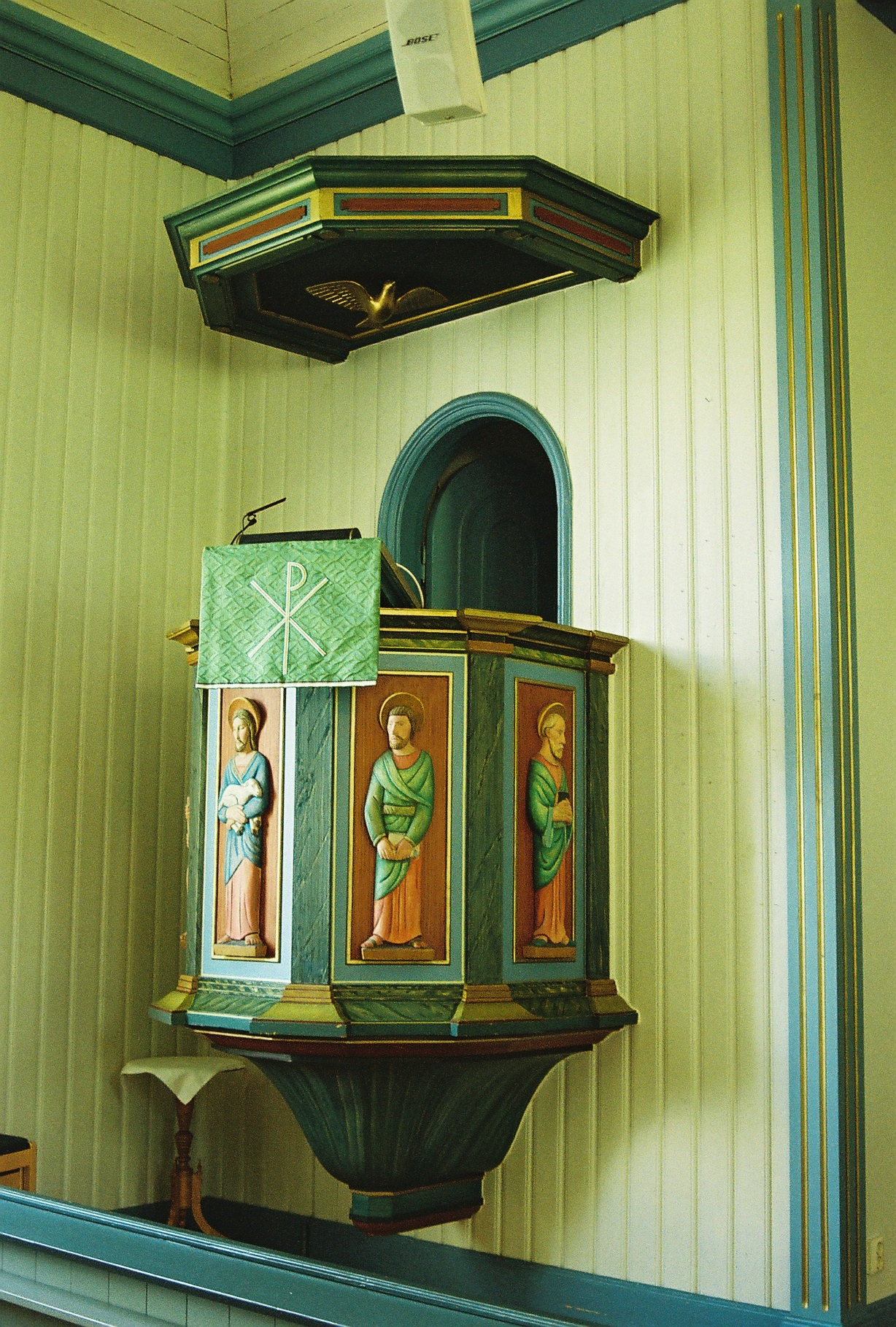
Predikstol
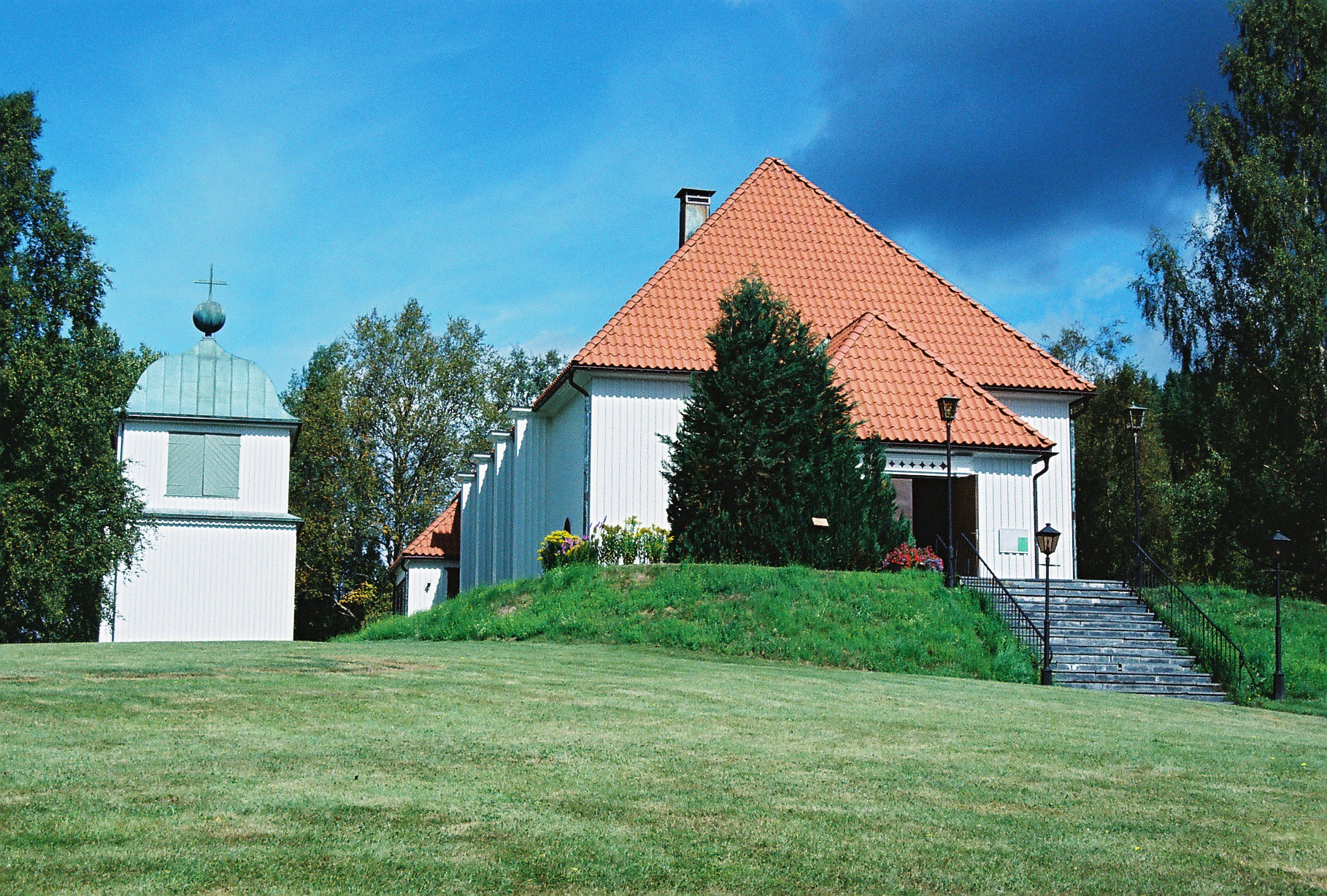
Kyrka med klockstapel
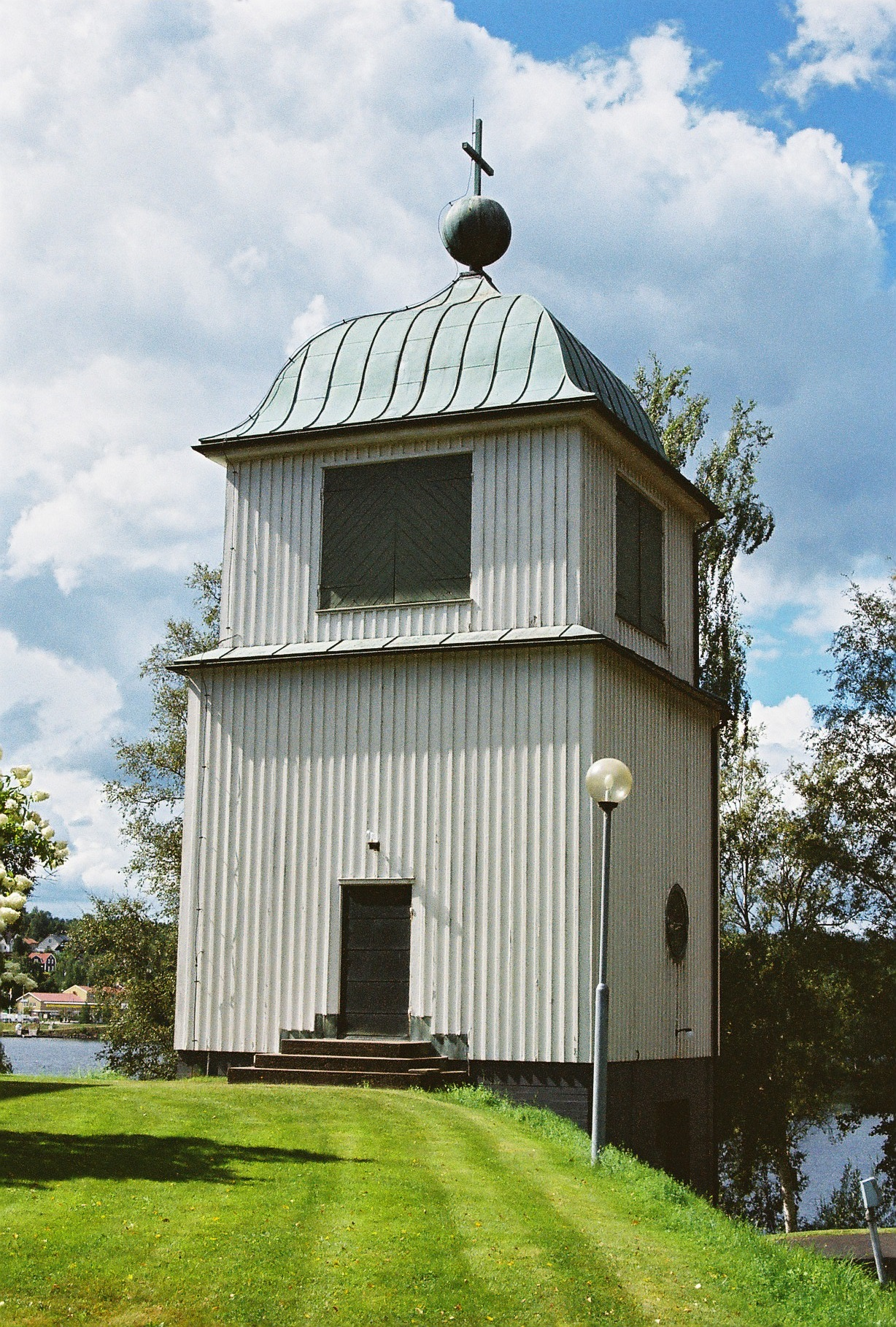
Klockstapel